# Fungia corona
Espèce
Synonymes
- Fungia scruposa Klunzinger, 1879 (préféré par UICN)

Statut de conservation UICN

 LC  : Préoccupation mineure
Statut CITES
Fungia corona est une espèce de coraux de la famille des Fungiidae.

## Taxonomie
Pour plusieurs sources, dont WoRMS, ce taxon est invalide et lui préfèrent Danafungia scruposa (Klunzinger, 1879).

## Publication originale
- Döderlein, 1901 : Die Korallengattung Fungia. Zoologischer Anzeiger, vol. 24, pp. 351–360 (de).